# Urtica rupestris
Urtica rupestris là loài thực vật có hoa trong họ Tầm ma. Loài này được Guss. miêu tả khoa học đầu tiên năm 1821.